# Monsteroorlog
Monsteroorlog is het 6de deel uit de Demonata-serie van de Ierse jeugdboekenschrijver Darren Shan. Het is het vervolg van Wolvenbloed. Het boek kwam in België uit in de zomer van 2008.

## Verhaal
Wanneer Grubbs Grady op een vliegtuig vastzit, ontmoet hij de gevreesde demonenmeester Lord Loss.
Gelukkig komt een vreemde man hem redden. Hij neemt hem naar hun schuilplaats waar het hoofdpersonage van het boek Demonenjager zit, Kernel Fleck.                                                       
De vreemde man was Beranabus, een van de machtigste tovenaars van die tijd. Hij wil dat Grubbs hem helpt demonen te bestrijden.
Als Grubbs weer naar het universum van de demonata gaat wordt hij bang, Kernel opent een raam en duwt hem terug naar hun schuilplaats.
Hij hoort van tijd tot tijd gebonk. Als Kernel en Beranabus terugkomen blijkt dat er 6 weken voorbij zijn.
Het bleek dat het Sharmilla was, een discipel. Ze zegt dat de demonen een poort geopend hebben in Carcery Vale en ze op weg zijn om de wereld te veroveren. Beranabus, Grubbs en Kernel gaan met wat discipelen ernaartoe om de Doorgang te sluiten.
Ze zouden waarschijnlijk gefaald hebben als Bec (het hoofdpersonage van Demonenbloed) er niet geweest was.
Beck was een geest die nooit het leven verlaten had, en vastzat tussen leven en dood.Toen ze weer tot leven kwam, bleek het dat Kernel, Grubbs en Bec samen de Kah-Gash waren, een mythisch wapen.
Ze worden terug in de tijd gezet en krijgen een nieuwe kans om de poort te sluiten, maar daar is wel een offer voor nodig: Bill-E.
Uiteindelijk lukt het Grubbs om zijn gevoelens te overwinnen en Bill-E te doden om de poort te sluiten.
Als de poort gesloten is komt Bec opeens in zijn lichaam en verandert het naar het hare.
Bec kan door een spreuk van Beranabus communiceren met de rest en krijgt een maand rust om  te wennen aan het leven in de 21ste eeuw.